# بودو إليغنر
بودو إلينغر (بالألمانية: Bodo Illgner)
لاعب كرة قدم ألماني معتزل يلعب كحارس مرمى, ولد في 7 أبريل 1967 في كوبلنس) وقد لعب مع كل من كولن وريال مدريد, وساعد ألمانيا الغربية للفوز بكأس العالم 1990, حيث استطاع أن يكون أول حارس مرمى يحافظ على نظافة شباكه خلال نهائي كأس العالم.

## مسيرته الكروية
لعب بودو إليغنر خلال مسيرته الاحترافية مع ناديين في سبعة عشر موسمًا ولم يسجل خلالها أي هدف ضمن 417 مباراة. ولم يفز بأي موسم بالكأس وفاز في موسمين بالدوري.
خاض بودو إليغنر مسيرته مع نادي كولن في موسم 1985–86 ليلعب معه اثنا عشر موسمًا، مشاركًا في 326 مباراة ولم يسجل أي هدف. ثم انتقل إلى نادي ريال مدريد في موسم 1996–97 ليلعب معه خمسة مواسم، حيث شارك في 91 مباراة ولم يسجل أي هدف أيضًا.

## الانجازات
- نادي كولن:
  - بوندسليغا: الوصيف 1988-89, 1989-90
  - كأس ألمانيا: النهائي 1991
  - كأس الاتحاد الأوروبي: النهائي 1985-86
- ريال مدريد:
  - الدوري الإسباني: 1996-97، 2000-01, الوصيف 1998-99
  - دوري أبطال أوروبا: 1997-98، 1999-00
  - كأس انتركونتننتال: 1998
- منتخب ألمانيا:
  - كأس العالم: 1990
  - كأس الأمم الأوروبية: الوصيف 1992
  - بطولة أوروبا تحت-16 عاما: 1984

## الانجازات الشخصية
- أفضل حارس ألماني (1989, 1990, 1991, 1992)
- أفضل حارس في أوروبا (1991)